# Auguste François Marie Glaziou
Auguste François Marie Glaziou ( 30 de agosto de 1828, Lannion, Bretaña - 1906 ) fue un botánico, paisajista e ingeniero francés que diseñó el jardín en la Quinta da Boa Vista, en Río de Janeiro, Brasil.
Arribó al continente junto a su hijo Arthur, el cual se queda en Santiago de Chile, así es como los caminos de padre e hijo se separan. Arthur encuentra un rincón de su patria en el cuartel de bomberos Pompe France Santiago. Actualmente, a modo de dato, su hijo es mártir de la institución.
Estudia en París y obtiene un grado en ingeniería civil, y toma clases en el Muséum national d'histoire naturelle. En 1858 a requerimiento del Emperador Dom Pedro II, se emplea en Río de Janeiro como director de parques y jardines.
La Quinta Boa Vista fue la residencia real y de los emperadores de Brasil de 1822 a 1889, hasta la proclamación de la República, y está localizada en el barrio de San Cristóbal. La remodelación acometida por Glaziou fue ordenada en 1869 por Pedro II.

## Algunas publicaciones
Con Antoine Laurent Apollinaire Fée: Cryptogames vasculaires (fougères, lycopodiacées, hydroptéridées, équisétacées) du Brésil. Dos vols., J.-B. Baillière & f., París, 1869-1873
- auguste-francois-marie Glaziou, paul Klincksieck. 1907. Catalogue de la bibliotheque botanique de feu Glaziou. 56 pp.

- -------------------------------------------------. 1905. Plantae Brasiliae centralis a Glaziou lectae. Volumen 3 de Mémoires publiés de la Société botanique de France. Editor Au siège de la Société, 661 pp.

## Honores

### Epónimos
Género
- (Bromeliaceae) Neoglaziovia Mez[1]

Especies
| - (Asclepiadaceae) Barjonia glazioui Marquete - (Asteraceae) Willoughbya glazioui Kuntze - (Bromeliaceae) Alcantarea glaziouana (Lem.) Leme - (Connaraceae) Rourea glazioui G.Schellenb. | - (Erythroxylaceae) Erythroxylum glazioui O.E.Schulz - (Euphorbiaceae) Algernonia glazioui Emmerich - (Fabaceae) Lupinus glaziouanus C.P.Sm. - (Fabaceae) Chloroleucon glazioui (Benth.) G.P.Lewis | - (Melastomataceae) Acinodendron glaziouanum Kuntze - (Mimosaceae) Mimosa glazioui Benth. - (Onagraceae) Lopezia glazioui H.Lév. - (Piperaceae) Ottonia glazioui Trel. | - (Poaceae) Ichnanthus glazioui K.E.Rogers - (Sapotaceae) Cynodendron glazioui (Aubrév. & Pellegr.) Baehni - (Sterculiaceae) Byttneria glazioui Hochr. - (Vochysiaceae) Callisthene glazioui Briq. |

- La abreviatura «Glaz.» se emplea para indicar a Auguste François Marie Glaziou como autoridad en la descripción y clasificación científica de los vegetales.[18]

Hay 1.231 registros IPNI de sus identificaciones y clasificaciones de nuevas especies y variedades.